# Cratyna nivea
Cratyna nivea är en tvåvingeart som beskrevs av Werner Mohrig och Nina Krivosheina 1979. Cratyna nivea ingår i släktet Cratyna och familjen sorgmyggor. Inga underarter finns listade i Catalogue of Life.